# 1977年9月27日月食
1977年9月27日月食为一次在协调世界时1977年9月27日出現的半影月食。該次月食半影食分為0.927、全影食分為-0.131。

## 概述
這次月食的食分是0.23。

## 基本參數
- 類型：半影月食
- 食甚資料：
  - 日期：1977年9月27日
  - 時間：8:29
  - 月球位置：赤經0.23度、赤緯2.6度
  - 食分：半影食分：0.927、全影食分：-0.131

## 外部連結
- NASA月食專頁（页面存档备份，存于）（英文）